# Cymbidium defoliatum
Cymbidium defoliatum är en orkidéart som beskrevs av Ying Siang Wu och Sing Chi Chen. Cymbidium defoliatum ingår i släktet Cymbidium, och familjen orkidéer. IUCN kategoriserar arten globalt som starkt hotad. Inga underarter finns listade i Catalogue of Life.